# Chris Burns
Chris Burns (Newcastle upon Tyne, 12 juni 1980) is een Brits motorcoureur.

## Carrière
Burns maakte zijn internationale motorsportdebuut in 1997, toen hij op een Honda drie races reed in de 125 cc-klasse van het wereldkampioenschap wegrace als vervanger van Benny Jerzenbeck; hij kwam echter in geen van deze races aan de finish. In 1999 reed hij opnieuw in deze klasse in zijn thuisrace op een Honda als wildcardcoureur, maar finishte opnieuw niet. Dat jaar reed hij ook in het Britse 125 cc-kampioenschap, waarin hij met 145 punten vierde werd.
In 2000 stapte Burns over naar het Europees kampioenschap Superstock, waarin hij op een Yamaha reed. Hij won een race op de Hockenheimring Baden-Württemberg en behaalde podiumplaatsen op Donington Park, het Autodromo Nazionale Monza en Brands Hatch. Met 85 punten werd hij vierde in het klassement. In 2001 reed hij drie races in deze klasse op een Suzuki, maar behaalde hierin wel een pole position en een snelste ronde op Donington en een vijfde plaats in de race op Brands Hatch. In 2002 reed hij twee races op een Suzuki op Silverstone en Brands Hatch en won deze allebei.
In 2003 kwam Burns uit in de laatste zes races van het Brits kampioenschap superbike voor Yamaha, waarin een achtste plaats op Cadwell Park zijn beste klassering was. Ook debuteerde hij dat jaar in de MotoGP-klasse van het WK wegrace op een Harris WCM. Zijn team WCM was echter uitgesloten van deelname aan de eerste helft van het seizoen, omdat hun motorfiets niet aan de technische reglementen voldeed. Uiteindelijk mocht het team deelnemen aan drie races met een oude ROC Yamaha, voordat zij in de laatste zes races hun eigen motoren mochten gebruiken. Burns kwam echter nauwelijks aan de finish; de enige race die hij uitreed, de Grand Prix van Australië, eindigde hij op de twintigste plaats. In 2004 zou Burns het hele seizoen voor het team rijden, maar stond hij in slechts tien races op de inschrijvingslijst. In deze races was een zestiende plaats in Duitsland zijn beste resultaat, waardoor hij geen kampioenschapspunten scoorde.
In 2005 reed Burns vier races in het Brits kampioenschap superbike op een Yamaha en behaalde hierin zijn beste resultaat met een tiende plaats op het Snetterton Motor Racing Circuit. In 2006 stapte hij over naar het Brits kampioenschap Supersport, waarin hij op plaats 27 in het klassement eindigde met 8 punten. In 2008 reed hij een volledig seizoen in het Brits kampioenschap superbike op een MV Agusta. Een tiende plaats op het Knockhill Racing Circuit was zijn beste klassering en hij werd twintigste in de eindstand met 21 punten. In 2009 stapte hij over naar het Duits kampioenschap superbike en behaalde op een Honda een podiumplaats op de Sachsenring, waardoor hij vijftiende werd in de rangschikking met 55 punten. In 2010 keerde hij terug naar de Britse klasse en behaalde zijn beste resultaat met een twaalfde plaats op Silverstone, waardoor hij op plaats 27 in het kampioenschap eindigde met 6 punten. 2011 en 2012 waren zijn laatste seizoenen als motorcoureur, die hij doorbracht in het Nederlands kampioenschap superbike. In zijn eerste jaar won hij een race en werd hij met 154 punten derde achter Arie Vos en Raymond Schouten. In zijn laatste seizoen eindigde hij op plaats 24 met 10 punten.